# Émile Carron
Émile Carron, né Émile-Éloi-Marie Carron de La Carrière de Moyencourt le 20 juillet 1832 à Pointe-à-Pitre en Guadeloupe et mort le 19 janvier 1926 à Versailles, est un militaire et homme politique français.

## Biographie
Capitaine dans le 8e régiment de hussards, il donna sa démission en 1867, et ne reprit du service que pendant la guerre, où il fut lieutenant-colonel du régiment des mobiles de Rennes, qui prit part en 1870 à la défense de Paris. 
Conseiller municipal de La Mézière avant 1870, il sera élu député d’Ille-et-Vilaine le 8 février 1871 pour l'Union des droites, et siégera jusqu'en 1876. 
Il est ensuite nommé préfet de la Haute-Marne en 1877.
Le 7 janvier 1871, il est nommé chevalier de la Légion d'honneur. Commandeur de l'ordre de Saint Grégoiree le Grand, chevalier de Pie IX. Il épouse à Bordeaux le 19 novembre 1861 Alice Cornette de Saint-Cyr, fille du marquis Charles et Nathalie Lemercier de Maisoncelle-Richemont. Il eut 6 enfants : Hélène (sept.1863-janv.1941), Albert (fév.1868-janv.1942), Emile (1869-janv.1889), Armelle (juin 1870), José-Toussaint (juil.1872) et Marguerite (1873-1908)

## La Mauvière
Le château de La Mauvière où résidait Émile-Eloi-Marie Carron de La Carrière a été construit sur une ferme appartenant à l’avocat Jacques-Marie-Anne-Malo Carron de La Carrière (1753-1839) sur les terres du lieu-dit La Mauvière et les terres environnantes et plus précisément sur une parcelle dénommée La grande Mauvière.

## Sources
- « Émile Carron », dans Adolphe Robert et Gaston Cougny, Dictionnaire des parlementaires français, Edgar Bourloton, 1889-1891 [détail de l’édition]